# Krvácení

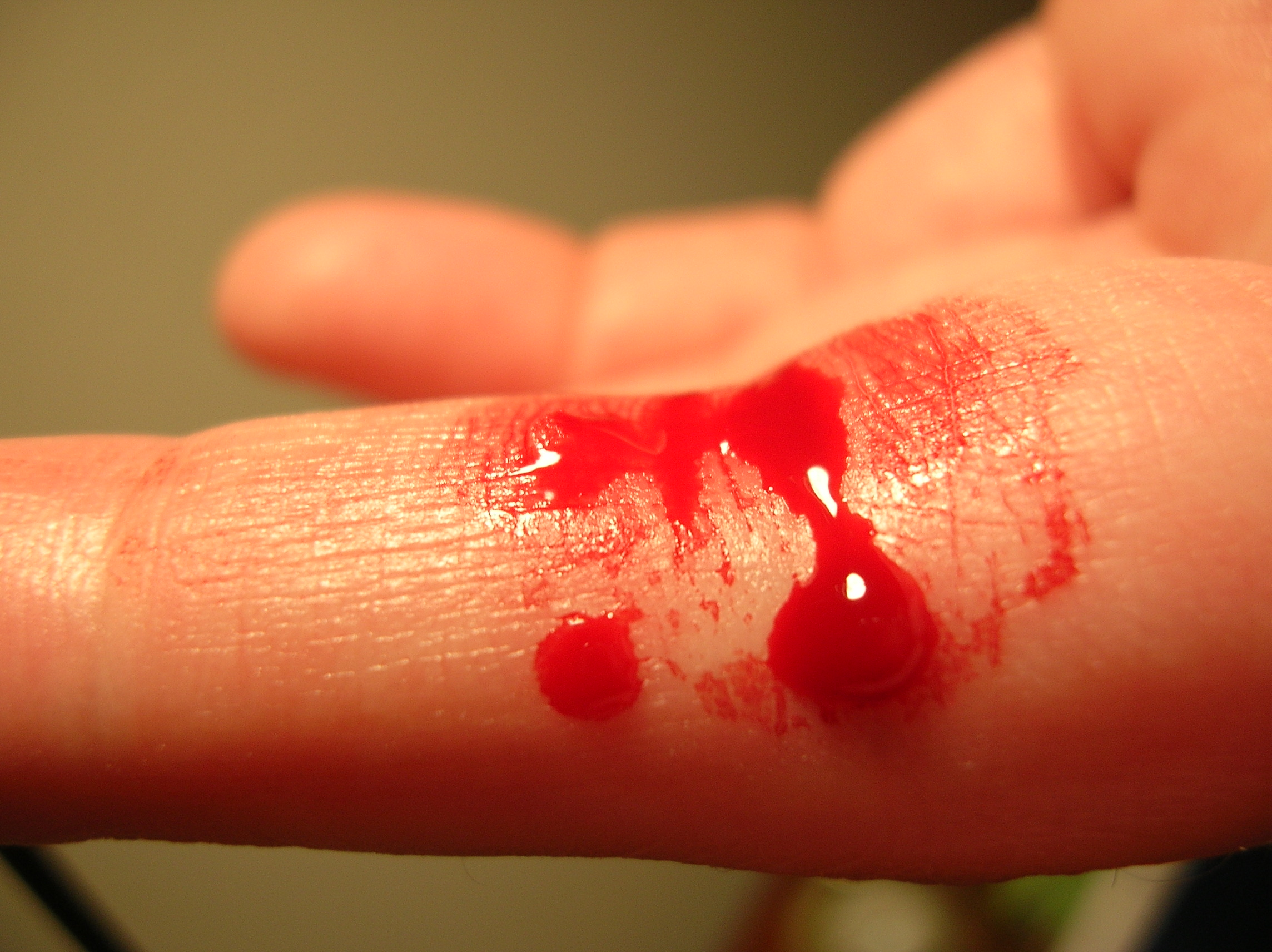
Krvácení z prstu

Krvácení (lat.: haemorrhagia, též hemoragie) je únik krve z cévního systému. Je bezesporu jedním z nejnebezpečnějších poranění. Zástava krvácení předchází vyšetření dechu nebo zahájení kardiopulmonální resuscitace. Organismus je schopen většinu krvácení zastavit stažením cév a srážením krve. Vyžaduje to především minimální pohyby rány. Viditelné krvácení se vždy snažíme omezit nebo zastavit přímým tlakem v ráně. Používáme ochranné prostředky (rukavice). Za všech okolností se snažíme vyvarovat se kontaktu s krví zraněného.
Pro člověka se špatnou srážlivostí krve může být i obyčejné říznutí životu nebezpečné.

## Typy krvácení
Krvácení se dělí podle několika kritérií, podle druhu poškozených cév na:
- vlásečnicové – mírné, obvykle nepříliš vážné, po chvíli samo ustane (povrchové poškození, odřeniny)
- žilné – krev volně vytéká z rány, má tmavě červenou barvu
- tepenné – jasně červená krev vystřikující z rány v rytmu tepu, pokud nedojde k zastavení, může dojít k vykrvácení

Podle přístupnosti místa krvácení se dělí na:
- vnější – lze zastavit tlakem v ráně nebo tlakovým obvazem
- vnitřní – je nutný operativní zákrok, pokud nedojde k samovolnému zastavení krvácení

Podle závažnosti lze krevní ztrátu rozdělovat:
- 10 % (cca 0,5 litru u dospělého) – mírná krevní ztráta, běžně odebírána dárcům krve
- 20 % (cca litr u dospělého) – závažná krevní ztráta, většinou neohrožuje život
- 40 % (cca 2 litry u dospělého) – ohrožuje život rozvinutým šokem

Pro účely poskytnutí laické první pomoci:
- masivní
- nemasivní (drobné)

## První pomoc při masivním krvácení
Masivní krvácení je takové krvácení, při kterém poraněný ztrácí velké množství krve. Jedná se o život ohrožující stav. Důležité je rychlé zastavení krvácení. Důležitá je však ochrana zachránce. Zachránce by nikdy neměl přijít do kontaktu s krví (ani jinými tělními tekutinami) poraněného bez patřičných ochranných pomůcek — v tomto případě bez rukavic. Postup, jak zastavit masivní krvácení:
- Stlačení prsty přímo v ráně
  - využívá se pouze dočasně po dobu ošetření
  - nejprve je možné použít prsty poraněného
  - po nasazení ochranných pomůcek je možné využít prsty zachránce (pozor na cizí předměty v ráně, kousky kostí apod.)
  - v případě, že stlačení rány zastaví krvácení, je možné takto vyčkat do příjezdu ZZS
- Přiložení tlakového obvazu
  - účinnější zastavení krvácení na dlouhou dobu
  - tlakový obvaz volíme až jak druhu možnost, pokud tlak v ráně nestačí nebo se musíme od pacienta vzdálit
  - je možné využít až 2 vrstvy smotaného obvazu a jednu, kterou obvazujeme a vytváříme tlak
  - důležitý je tlak na ránu, kterého docílíme křížením obvazu nad ránou
- Použití zaškrcovadla [p 1]
  - doporučování až jako poslední možnost
  - využíváme pouze v krajních případech:
    - několik vrstev tlakového obvazu stále prosakuje a dojezd zdravotnické záchranné služby je dlouhý
    - krvácení je doprovázené otevřenou zlomeninou
    - při amputaci končetiny

  - okamžitě po naložení zaškrcovadla zapíšeme čas
  - zaškrcovadlo NIKDY nepovolujeme — ponecháme do příjezdu ZZS [1] [2]

V případě masivního krvácení je třeba do příjezdu ZZS kontrolovat základní životní funkce. Pokud poraněný upadá do bezvědomí, je nutné jej položit na záda, zaklonit hlavu a vyšetřit dech. V případě normálního dýchání udržujeme stálý záklon hlavy. V případě nenormálního dýchání zahajujeme kardiopulmonální resuscitaci.

## První pomoc při drobném krvácení
Pokud poranění nekrvácí masivně, snažíme se ho pouze očistit. Můžeme využít proud vody. V případě velkého znečištění je nutné použití např. kartáčku. Pokud hrozí infekce, můžeme použít k vyčištění dezinfekci.
Druhy dezinfekcí:
- jodové — nutná opatrnost na alergické reakce
- bezalkoholové
- alkoholové

## První pomoc při vnitřním krvácení
První pomoc při vnitřním krvácení je vždy v rozeznání nebezpečí (mechanismus úrazu směřující do oblasti trupu a stehen) a volání zdravotnické záchranné služby a uložíme do protišokové polohy.